# Amblystegium varium
Amblystegium varium là một loài Rêu trong họ Amblystegiaceae. Loài này được (Hedw.) Lindb. mô tả khoa học đầu tiên năm 1879.